# Belgique au Concours Eurovision de la chanson 2008

La Belgique a participé au Concours Eurovision de la chanson 2008 à Belgrade, en Serbie. C'est la 50e participation belge au Concours Eurovision de la chanson.
Le pays est représenté par le groupe Ishtar et la chanson O Julissi, sélectionnés au moyen d'une finale nationale organisée par la Vlaamse Radio- en Televisieomroep (VRT).

## Sélection

### Eurosong 2008
En 2008, la Communauté flamande, à travers la VRT, a la charge de choisir la chanson qui représentera la Belgique à Belgrade. Alors que la sélection Eurosong 2008 ne semblait aboutir au choix d'une chanson en anglais, la seule chanson restante, dans une langue imaginaire remporte le concours. O julissi na jalini, interprété par Ishtar, est la troisième chanson dans une langue imaginaire de l'histoire du Concours Eurovision de la chanson, la première étant Sanomi chantée par le groupe belge Urban Trad en 2003 et qui avait terminé deuxième.
Vingt chansons ont été sélectionnées par le radiodiffuseur belge de langue néerlandaise (VRT) et toutes ces chansons ont été réparties dans quatre poules de 5 chansons chacune qui vont s'affronter au cours de 4 spectacles télévisés à raison d'un spectacle par semaine du 27 janvier 2008 au 17 février. Le public sera appelé à voter pour les meilleures chansons qui seront ensuite sélectionnées pour participer aux deux demi-finales qui s'enchaîneront les semaines suivantes, le 24 février et le 2 mars. Un jury de professionnels (Vakjury) repêchera 2 chansons parmi les éliminées (mais pas disqualifiées, les dernières de chaque poules), pour les Demi-Finales. Ce sont les fameuses Wild Cards. La grande finale se déroulera la dernière semaine de ce long processus, le 9 mars 2008, au terme de 7 semaines de spectacle ininterrompu.

#### Poule 1
Départagée le 27 janvier 2008.
| N° | Interprète   | Titre                      | Langue  | Qualifié | Repêché |
| -- | ------------ | -------------------------- | ------- | -------- | ------- |
| 1  | Katy Satyn   | Magical sensation          | Anglais | X        |         |
| 2  | Raeven       | Shut down the heat machine | Anglais |          |         |
| 3  | Brahim       | What I like about you      | Anglais | X        |         |
| 4  | Eva Darche   | We breathe                 | Anglais |          |         |
| 5  | Femme Fatale | Decadence                  | Anglais |          |         |

#### Poule 2
Départagée le 3 février 2008.
| N° | Interprète    | Titre                  | Langue      | Qualifié | Répêché |
| -- | ------------- | ---------------------- | ----------- | -------- | ------- |
| 1  | Kenza         | Breaking all the rules | Anglais     |          |         |
| 2  | EFR           | Your guiding star      | Anglais     |          |         |
| 3  | Ishtar        | O julissi na jalini    | Imaginaire  | X        |         |
| 4  | Esther        | Game over              | Néerlandais |          |         |
| 5  | Tanja Dexters | Addicted to you        | Anglais     | X        |         |

#### Poule 3
Départagée le 10 février 2008.
| N° | Interprète    | Titre                | Langue  | Qualifié | Repêché |
| -- | ------------- | -------------------- | ------- | -------- | ------- |
| 1  | Ellis T       | My music             | Anglais |          |         |
| 2  | Tabitha Cycon | Rumour has it        | Anglais |          | X       |
| 3  | Di Bono       | I'm not sorry        | Anglais |          |         |
| 4  | Nelson        | Of I can't find love | Anglais | X        |         |
| 5  | Geena Lisa    | Wheel of time        | Anglais | X        |         |

#### Poule 4
Départagée le 17 février 2008.
| N° | Interprète        | Titre                  | Langue  | Qualifié | Repêché |
| -- | ----------------- | ---------------------- | ------- | -------- | ------- |
| 1  | Francesco Palmeri | Vagabundo              | Italien |          |         |
| 2  | Paranoicas        | Shout it out           | Anglais | X        |         |
| 3  | Elisa             | Around the world       | Anglais |          |         |
| 4  | A Butterfly Mind  | Lonely heart on wheels | Anglais |          | X       |
| 5  | Sandrine          | I feel the same way    | Anglais | X        |         |

#### Demi-finale 1
Départagée le 24 février 2008.

#### Demi-finale 2
Départagée le 2 mars 2008.

#### Finale
Départagée le 9 mars 2008.
| N° | Interprète | Titre                 | Langue     | Place |
| -- | ---------- | --------------------- | ---------- | ----- |
| 1  | Brahim     | What I like about you | Anglais    | 4     |
| 2  | Paranoicas | Shout it out          | Anglais    | 3     |
| 3  | Elisa      | Around the world      | Anglais    | 5     |
| 4  | Sandrine   | I feel the same way   | Anglais    | 2     |
| 5  | Ishtar     | O julissi na jalini   | Imaginaire | 1     |

## À l'Eurovision
La Belgique ne se qualifie pas pour la finale du Samedi 24 mai 2008 du Concours en se classant seulement 17e avec 16 points de la première demi-finale du Concours Européen de la Chanson le 20 mai 2008.
En demi-finale, le groupe Ishtar passeront en 6ème position, après Miodio avec la chanson Complice pour le Saint-Marin, et avant le duo Elnur & Samir avec la chanson Day After Day pour l'Azerbaïdjan.

## Carte postale
L'édition 2008, on retrouve l'écriture d'une membre du groupe belge Ishtar, Jana, qui poste une lettre adressant a ses parents. "Liefste mama et cher papa, Belgrado? Blah, Blah, Blah... La, la, la... Ha, ha, ha ! Jana" en Français : "Chère maman et cher papa, Belgrade? Bla, Bla, Bla... La, la, la... Ha, ha, ha ! Jana" Lettre de Jana, une membre du groupe belge Ishtar, lors de l'édition 2008 du concours.